# Хамбинский хребет
Хамби́нский хребе́т (бур. Хамбын шэлэ) — юго-восточный хребет Хамар-Дабана, окаймляющий с северо-запада Гусиноозёрскую котловину. Длина — 47 км. Ширина — до 15 км. Высшая точка — гора Борул (1420 м).
Расположен в Селенгинском районе Бурятии в междуречье Темника, Удунги и Загустая. Относится к физико-географической области Селенгинского среднегорья.

## Описание
Юго-восточный склон Хамбинского хребта, обращённый к Гусиному озеру, безлесен до высот 800—900 м. К северу от озера до Загустайской пади северо-восточные склоны поросли сосновыми лесами от подножия, за исключением склона горы Хан-Хонгор-Ула, имеющей местное характерное название Лысая. Вершины хребта и весь северо-западный склон покрыты сосново-лиственничной тайгой с участками кедровников. Склоны изрезаны глубокими узкими долинами, перпендикулярными оси хребта, по которым в обе стороны стекают ручьи в Гусиное озеро и в реки Удунгу и Загустай. Крутой южный склон, примыкающий к долине Темника, относительно безводен. Юго-восточный склон богат выходами минеральных источников.

## Происхождение названия
У подножия горы Борул в селе Гусиное Озеро находится один из старейших буддийских монастырей — Тамчинский дацан, до 1930-х годов бывший резиденцией Пандито Хамбо-лам, иерархов бурятского буддизма. Отсюда название — Хамбинский. При этом весь склон хребта, обращённый к Гусиному озеру от Темника до Загустая, был покрыт многочисленными ступами-субурганами и храмами-дуганами.

## Достопримечательности
- У южного подножия Хамбинского хребта, обращённого к долине реки Темник, находится Темниковская пещера — крупнейшая галерея наскальной живописи эпохи бронзы и раннего железа в Забайкалье.
- В центральной части хребта в ущелье ручья Сильвэ есть небольшая роща абрикоса сибирского, занесённого в Красную книгу Бурятии[1].
- В урочище Могойто, близ остановочного пункта Муртой у юго-восточного подножия хребта, в 1931 году обнаружены останки раннемеловых позвоночных — завроподов, карнозавров и др.[2]
- Близ улуса Удунга на левом берегу реки Темник в одном из оврагов (Удунгинский разрез) в 1985 году обнаружены костные останки раннеплиоценовых млекопитающих: чикойского гиппариона, носорога, газели, винторогой антилопы, гиены, зиголофодона, челюсти древней обезьяны и др.[3]